# 6413 Iye
6413 Iye (1993 TJ3) là một tiểu hành tinh vành đai chính được phát hiện ngày 15 tháng 10 năm 1993 bởi K. Endate ở Kitami.